# Show Me Love (canción)
«Show me Love» es una canción de la cantante y compositora estadounidense Alicia Keys junto a Miguel. Fue escrito por Keys, Miguel, Daystar Peterson y Morgan Matthews, mientras que la producción fue manejada por Keys y Matthews. La canción se lanzó el 17 de septiembre de 2019 a través de RCA Records con UMPG como el sencillo principal del próximo séptimo álbum de estudio de Keys, Alicia. Es una balada de R&B que involucra sentimientos de deseo. El 4 de noviembre de 2019 se lanzó una versión remix de la canción con el rapero estadounidense 21 Savage.
Comercialmente, la canción debutó en la lista Billboard Hot 100 de Estados Unidos, en el número 90, convirtiéndose en el primer sencillo de Keys como artista principal en debutar en las listas en siete años; el último fue «Girl on Fire» (2012). El mismo día se lanzó un video musical dirigido por Cara Stricker, y presenta a los actores Michael B. Jordan , Zoe Saldaña y su esposo Marco Perego Saldana, junto a Keys y Miguel.

## Antecedentes
Después del lanzamiento de su sexto álbum de estudio, Here (2016), Keys se tomó un tiempo libre de la música y se desempeñó como entrenadora de la serie de competencia de canto estadounidense The Voice, donde permanecería durante tres temporadas. Durante 2017, lanzó algunos sencillos, como una canción en colaboración con KAYTRANADA en «Sweet F'n Love» y «That's What's Up», una canción que muestra «Low Life» de Kanye West. Mientras tanto, en 2019, lanzó el sencillo «Raise a Man», mientras se embarcaba en una versión remix del tema latino «Calma». Durante la semana de su lanzamiento, Keys publicó una serie de videos anunciando lo que iba a ser el video de la canción. El 16 de septiembre de 2019, un día antes del lanzamiento de la canción, Keys anunció que lanzaría «Show Me Love» junto con su video musical al día siguiente.

## Presentaciones en vivo
Keys interpretó la canción por primera vez durante su aparición en el iHeart Radio Music Festival en Las Vegas el 21 de septiembre de 2019. También interpretó la canción en el Festival Global Citizen el 28 de septiembre de 2019, en el Central Park de la ciudad de Nueva York junto con sus sencillos como «No One» y «Empire State of Mind».

## Posicionamiento en listas
| Listas (2019)                          | Mejor posición |
| -------------------------------------- | -------------- |
| Estados Unidos (Billboard Hot 100)     | 90             |
| Estados Unidos (Adult R&B Songs)       | 1              |
| Estados Unidos (Hot R&B/Hip-Hop Songs) | 41             |
| Estados Unidos (R&B/Hip-Hop Airplay)   | 8              |

## Certificaciones
| País           | Organismo certificador | Certificación | Ventas certificadas | Ref    |
| -------------- | ---------------------- | ------------- | ------------------- | ------ |
| Estados Unidos | RIAA                   | Oro           | 500 000             | [ 14 ] |